# 2e bataillon de tirailleurs sénégalais
 (septembre 2017).
Si vous disposez d'ouvrages ou d'articles de référence ou si vous connaissez des sites web de qualité traitant du thème abordé ici, merci de compléter l'article en donnant les références utiles à sa vérifiabilité et en les liant à la section « Notes et références ».
Le 2e bataillon de tirailleurs sénégalais d'Algérie (2e BTS) est un bataillon français des troupes coloniales.

## Création
Le 2e bataillon de tirailleurs sénégalais d'Algérie s'est formé le 1er mai 1913, au camp de Thiaroye (Sénégal) en présence du Chef de Bataillon Cazeaux, délégué du général commandant supérieur des troupes de l'A.O.F. et du sous-intendant militaire Level.

## Chefs de corps
1913 : Chef de bataillon Debieuvre

## Historique des garnisons, combats et batailles du2eBTS
La 2e BTS débarque à Marseille le 17 septembre 1914 afin de prendre part à la campagne de France contre l'Allemagne.
Le bataillon est désigné pour faire partie du Régiment Colonial Mixte de la 1re Division du Maroc.
Il est dissout le 24 novembre 1914 puis il est rattaché au 4e régiment mixte colonial de Marche et cesse de s'administrer isolément le 1er mars 1915.

## Faits d'armes faisant particulièrement honneur au bataillon
État chronologique des pertes (tués ou disparus) :

### Bataille de la Marne(1914)
- 3-12 octobre : 7
- 13-14 octobre : 37
- 20 octobre : 1

### Front de l'Yser(1914)
- 1er novembre : 1
- 2 novembre : 65
- 3 novembre : 1
- 4 novembre : 3
- 5 novembre : 2
- 6-9 novembre : 50